# Амир-Чагмаг

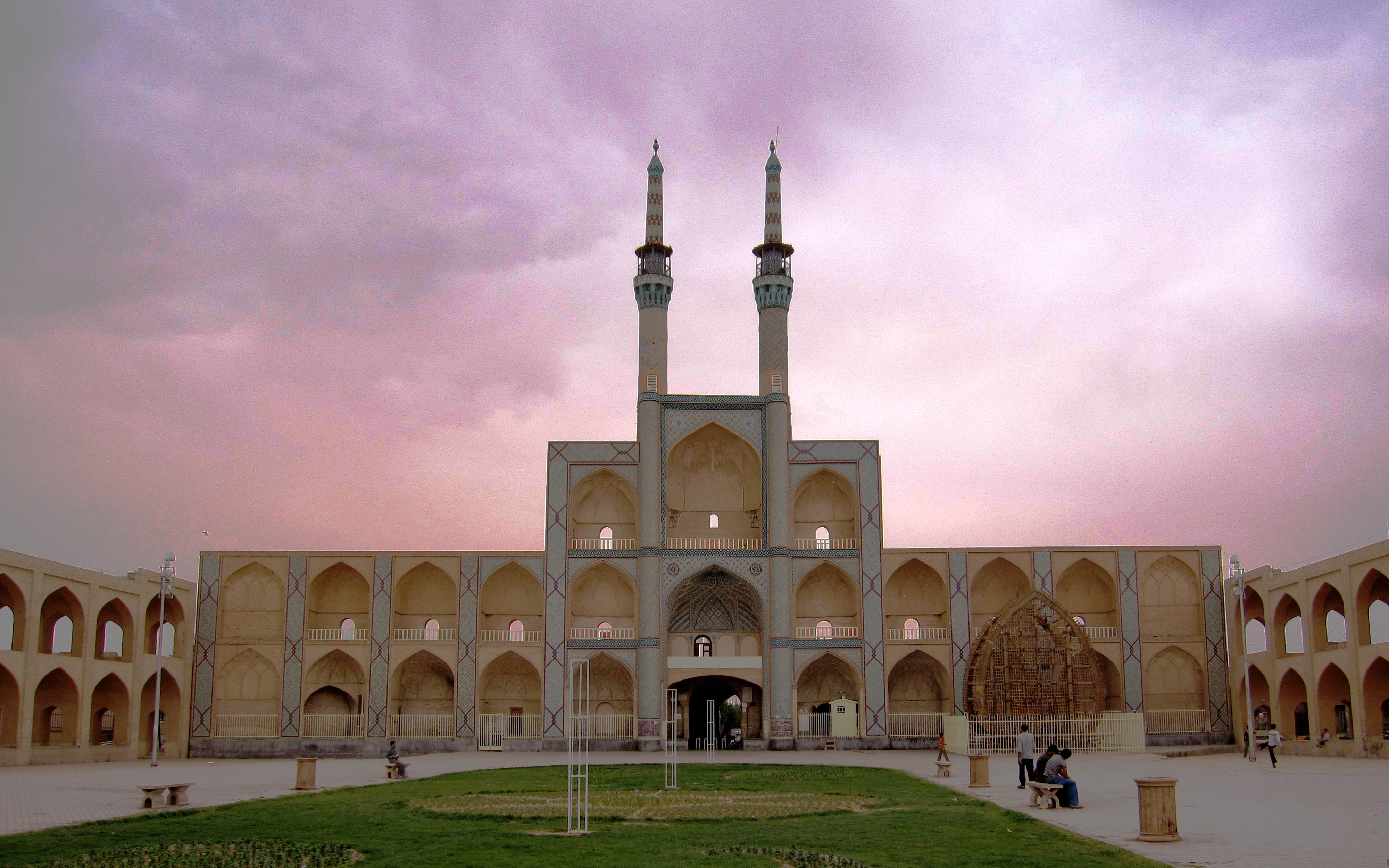
Комплекс Амир-Чагмаг

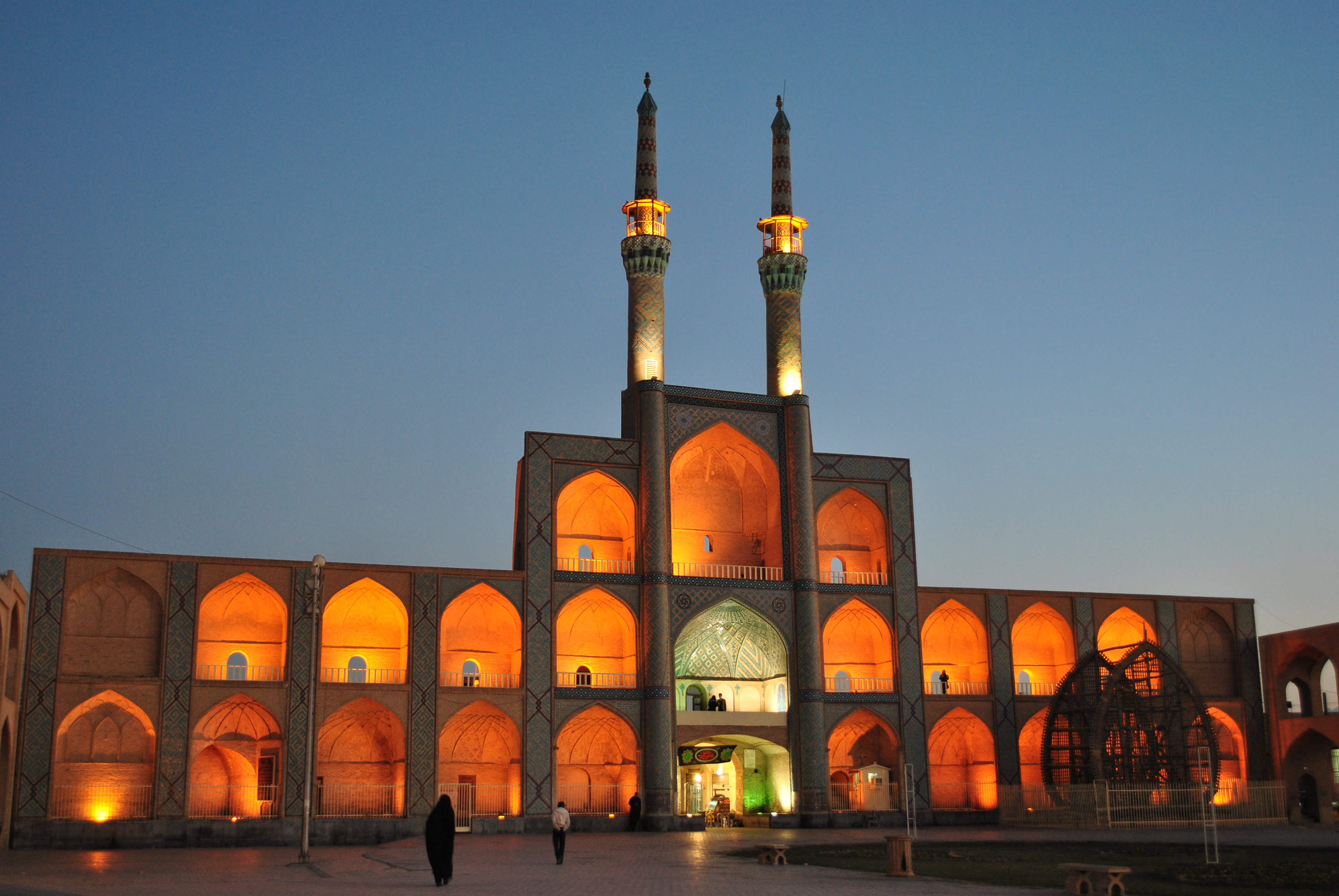
Комплекс Амир-Чагмаг ночью

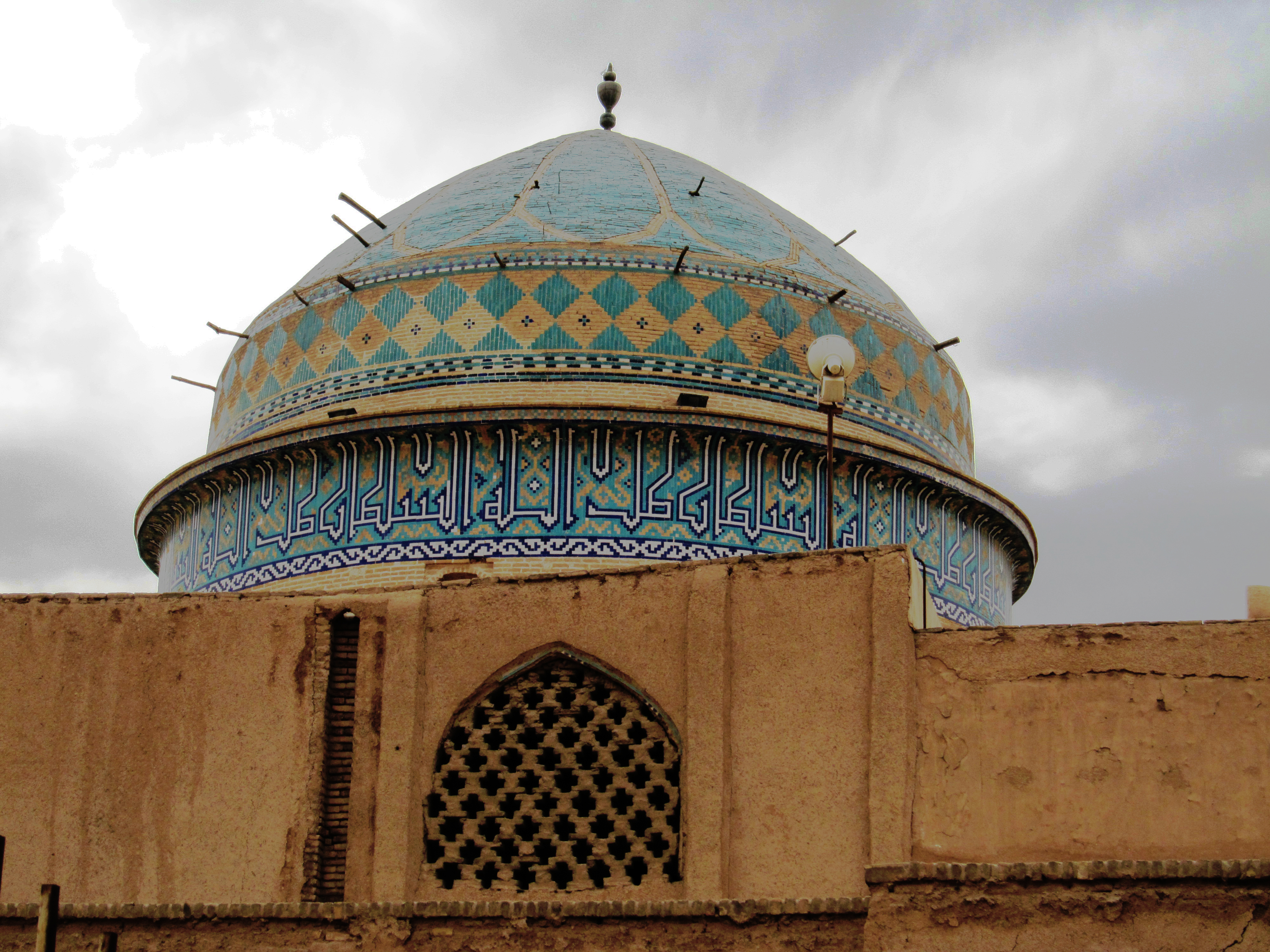
Купол мечети

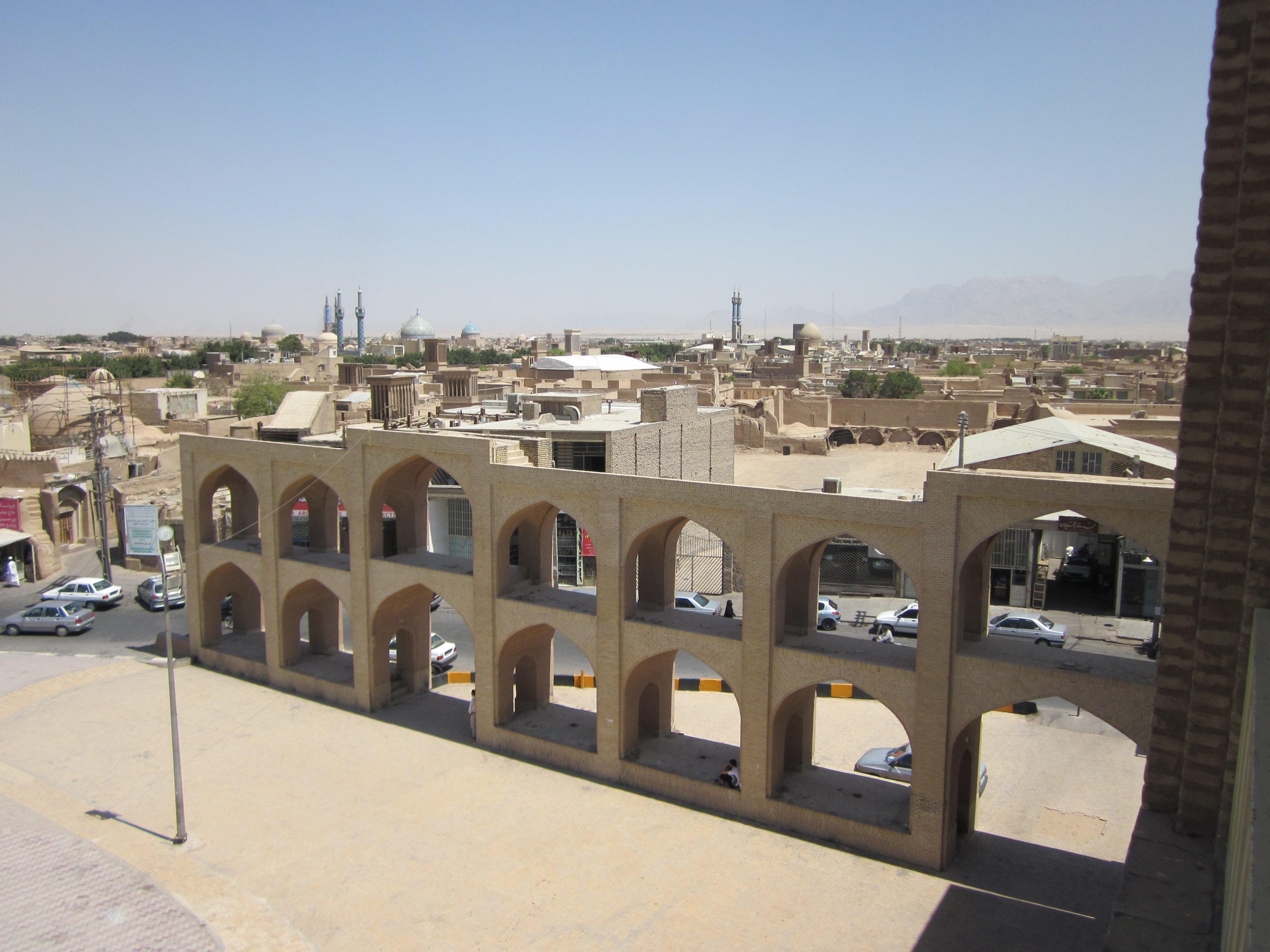

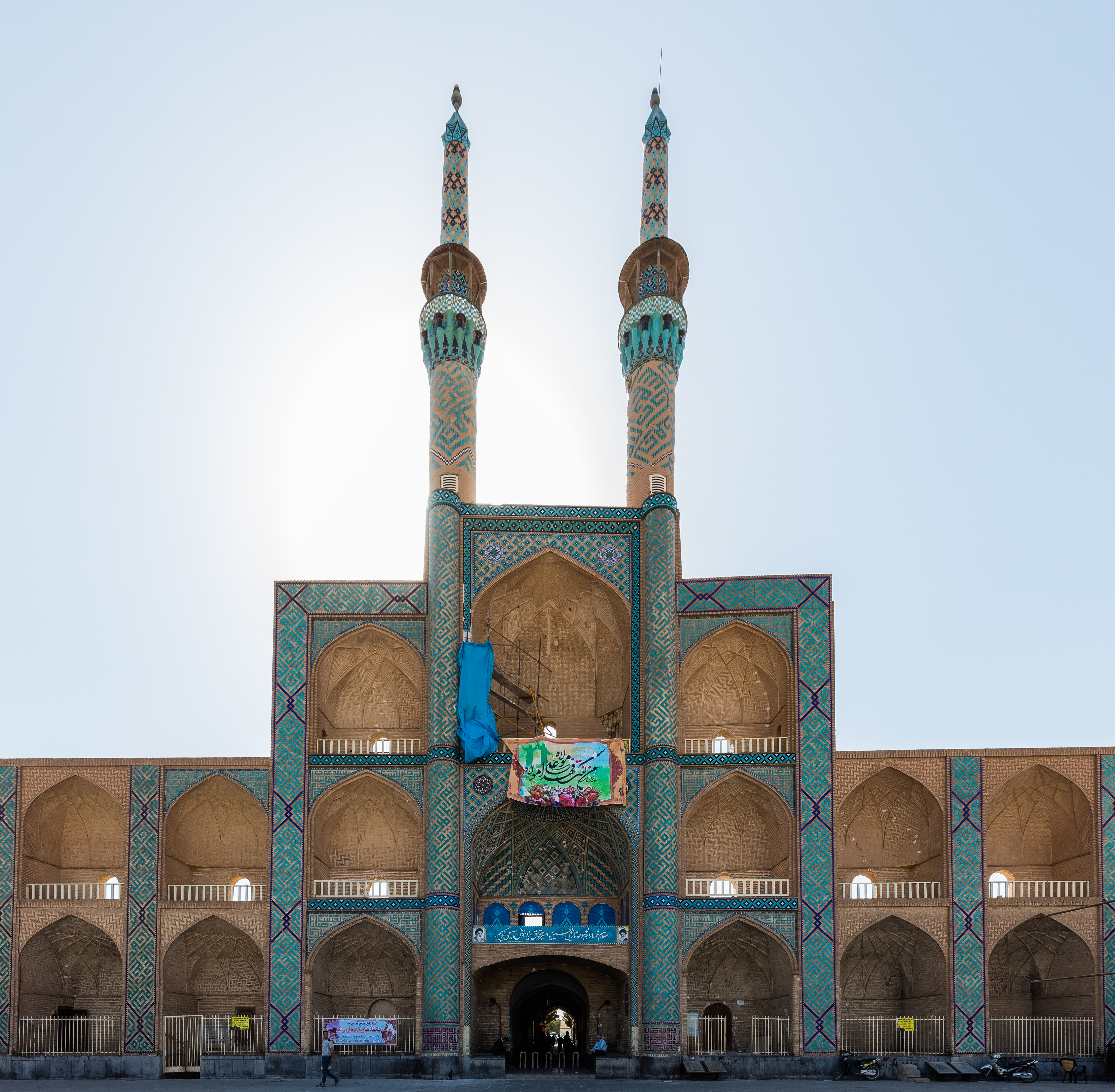
Амир-Чагмаг

Комплекс Амир-Чагмаг (перс. میدان امیرچخماق‎) расположен в городе Йезд в Иране. Он включает в себя площадь, на которой находятся базар, мечеть, два пруда и текие, относящиеся к периоду правления Тимуридов и составляющие единую историческую композицию. Комплекс считается не только самым известным историческим памятником Йезда, но и самым популярным туристическим местом этого города. Фактически, к одноимённой площади, на которой и расположен комплекс, сходятся главные улицы города.

## История комплекса
Амир Джелал ад-Дин Чахмак был одним из воевод и эмиров Шахруха из династии Тимуридов (XIV век). Будучи правителем Йезда, Амир Чакмак построил комплекс, включавший площадь, общественную баню, караван-сараи, текие, ирригационную систему и колодец с холодной водой. Он хотел превратить Йезд в процветающий город и в этом ему помогла его супруга Фатеме Хатун.
Во времена Шаха Аббаса из династии Сефевидов комплекс Амир-Чагмаг был частично расширен. Так, например, над караван-сараями был надстроен перекрёстный торговый ряд (место пересечения двух главных путей базара). В начале XIX века часть площади перед мечетью и входом на базар было отдано под хусейние. Создание подобных помещений для религиозных целей получило своё распространение начиная со времён правления династии Сефевидов.
До того, как на трон взошла династия Пехлеви, эта площадь, как и многие другие, также служила кладбищем, где люди могли похоронить умерших. Но в начале XX столетия власти на официальном уровне запретили хоронить здесь людей. Само кладбище было снесено, а его территория вновь превратилась в площадь.
Своды и минареты, придающие известность и особую славу исторической архитектуре Йезда, были внесена Министерством культуры Ирана в список национального и исторического наследия под номером 383 второго января 1952 года.
Мечеть комплекса — красивое и величественное здание с куполом, облицованное зелёным изразцом. У мечети есть два помещения, отведённых для ночлега, а также два входа, располагающихся в южной стороне площади. Её строительство закончено в 841 г. лунной хиджры (1438 г.). При входе в мечеть можно видеть вакуфную запись, написанную почерком насх.
На востоке площади Амир-Чагмаг находится базар под названием Хаджи Канбар. Этот базар представляет собой несколько зданий, принадлежавших Незам од-Дину Канбар Джаханшахи, который в своё время, по приказу Джаханшаха был назначен наместником в Йезде.

## Споры по поводу предназначения комплекса
Долгое время шёл спор по поводу захоронения «неизвестных мучеников» на площади Амир-Чагмаг. В результате 22 декабря 2014 года на ней были погребены тела 8 солдат, погибших во время ирано-иракской войны. Однако руководство провинции Йезд постановило, что создание данных могил было незаконным. Организация культурного наследия Ирана поддержала эту позицию властей, заявив, что это может помешать включению исторического города Йезд в список всемирного наследия ЮНЕСКО. Чем закончился спор на данный момент неизвестно.